# Ouche (Saône)
Az Ouche (ejtsd us) folyó Franciaország Burgundia-Franche-Comté régiójában, Côte-d’Or megyében. A Saône mellékvize, Dijon megyeszékhely folyója.

## Ismertetése
A folyó Lusigny-sur-Ouche községnél egy karsztos masszívumon ered 375 m tengerszint feletti magasságban (tszf). Más forrás szerint 420 m magasan ered, és vízgyűjtő területe 916 km². A folyó északkelet, kelet, majd délkelet felé tart, végig Côte-d’Or megye területén. Hossza 95 km. A dijoni agglomerációt elhagyva alluviális síkságra ér és Saint-Jean-de-Losne fölött, Échenon-nál jobbról ömlik a Saône-ba, 180 m magasságban (tszf).
Vízgyűjtő területén az alapvetően óceáni éghajlatot kontinentális hatás módosítja; télen gyakori a  fagy, nyáron mérsékelt hőség jellemzi. Az átlagos éves csapadékmennyiség 850 mm körül alakul.
Leghosszabb mellékvize a Suzon (41 km), melynek torkolata Dijonban van, de a folyó városi szakaszát (kb. 9 km) befedték.
Az Ouche nem hajózható, de egy szakaszán a partja mentén vezet a Burgundiai-csatorna, amelyen kisebb hajók – napjainkban inkább csak sétahajók – közlekedhetnek.